# Bernhard W. Rahe
Bernhard Wilhelm Rahe (* 1954 in Bremen) ist ein deutscher Autor und Kleinbühnenkünstler.

## Biografie
Bernhard Wilhelm Rahe wurde schon in seiner Kindheit über das Elternhaus an die Literatur herangeführt. Ihn interessieren die dramatischen Balladen der Küstenregion Norddeutschlands. Kurzgeschichten üben einen besonderen Reiz auf ihn aus.
Nach der Schule absolvierte er zunächst eine Handwerkslehre und arbeitete in seinem Beruf. Später studierte er Architektur und schloss das Studium mit dem Diplom ab. Es folgten weitere Studien in Literaturwissenschaften und Philosophie an der Universität Bremen.
Während des Studiums begann Rahe mit dem Schreiben von Kurzgeschichten. Er orientierte sich dabei insbesondere an den amerikanischen Autoren der Moderne. Seine Texte werden in Tageszeitungen, Literaturjournalen und Anthologien abgedruckt. Über einen längeren Zeitraum widmete er sich den klassischen Sonetten. Als sporadisch wirkender freier Redakteur bei Wochen- und Tageszeitungen sammelt der Autor Erfahrungen in der kulturellen Berichterstattung.
Rahe präsentiert seit vielen Jahren Kurzgeschichten und Gedichte in zahlreichen szenischen Lesungen mit musikalischer Begleitung am Piano oder Saxofon. Der Autor unterrichtete einige Jahre Design, Architektur, Gestaltungslehre und Kunstgeschichte an einer Fachoberschule in Bremen.

## Werke
- Zwischen Licht und Schatten (Gedichte): The World of Books Ltd., London 1988, ISBN 3-88325-392-8.
- Thomas Fax (Novelle): The World of Books Ltd., London 1994, ISBN 3-88325-557-2.
- Der kleine Klang (Gedichte): Verlag Marcus Rene Duensing, Nienburg 2008, ISBN 978-3-939667-21-6.
- 1979 Transit ins Ungewisse (Roman). epubli, Berlin 2019, ISBN 978-3-7502-0942-8.